# Sthenelos
Sthenelos, în mitologia greacă, a fost fiul lui Perseu și al Andromedei. După moartea fratelui său, Electrion, l-a alungat din cetate pe ucigașul acestuia, Amfitrion, și a devenit rege al Micenei și Tirintului (mare parte din Argolida).
Sthenelos s-a căsătorit cu Nikippe, fiica lui Pelops, care i-a născut pe Alcione, Medusa și Euristeu. Sthenelos a fost ucis de un fiu al lui Heracle, Hylus, tronul Micenei revenind lui Euristeu.